# Histoire de garçons et de filles
Pour plus de détails, voir Fiche technique et Distribution.
Histoire de garçons et de filles (titre original : Storia di ragazzi e di ragazze) est un film italien réalisé par Pupi Avati, sorti en 1989.

## Fiche technique
Sauf indication contraire, les informations mentionnées dans cette section peuvent être confirmées par la base de données cinématographiques IMDb,  présente dans la section « Liens externes ».
- Titre français : Histoire de garçons et de filles[1]
- Titre original : Storia di ragazzi e di ragazze
- Réalisation : Pupi Avati
- Assistant-réalisateur : Sergio Ercolessi
- Scénario : Pupi Avati
- Photographie : Pasquale Rachini
- Montage : Amedeo Salfa
- Musique : Riz Ortolani
- Direction artistique : Daria Ganassini, Giovanna Zighetti
- Décors : Mauro Venturini
- Costumes : Graziella Virgili
- Producteurs : Antonio Avati, Pupi Avati, Emanuela Guzzardi, Giorgio Leopardi, Gianfranco Piccioli
- Sociétés de production : Duea Film, Unione Cinematografica Internazionale, Rai 1
- Sociétés de distribution :  Warner Bros. (Italie), Bac Films (France), High Fliers Films (Royaume-Uni), Shochiko-Fuji Company	(Japon)
- Pays d'origine :  Italie
- Langue de tournage : italien
- Format : Noir et blanc ou Couleur (version télévisée) — 35 mm — 1,37:1 — Son : Mono
- Genre : Comédie dramatique
- Durée : 92 minutes (1 h 32)
- Dates de sortie :
  -  Italie : 15 septembre 1989
  -  France : 18 avril 1990[1]

## Distribution
- Felice Andreasi : Domenico
- Lucrezia Lante della Rovere : Silvia
- Davide Bechini : Angelo
- Massimo Bonetti : Baldo
- Alessandro Haber : Giulio
- Mattia Sbragia : Agusto
- Enrica Maria Modugno : Linda
- Anna Bonaiuto : Amelia
- Claudio Botosso : Taddeo
- Valeria Bruni Tedeschi : Valeria
- Stefania Orsola Garello : Antonia
- Ferdinando Orlandi : Nando

## Récompenses et distinctions
- 1989 : Prix Sergio-Leone au Festival du film italien d'Annecy.